# Patalan (Kendal)
Patalan is een bestuurslaag in het regentschap Ngawi van de provincie Oost-Java, Indonesië. Patalan telt 4217 inwoners (volkstelling 2010).